# Svorónos (Piérie)
Svorónos, en grec moderne : Σβορώνος, est un village du dème de Kateríni, de Macédoine-Centrale en Grèce.
Selon le recensement de 2011, la population du village s'élève à 1 948 habitants.